# Élections législatives de 1986 en Charente
Les élections législatives françaises de 1986 ont lieu le 16 mars 1986. Dans le département de la Charente, quatre députés sont à élire dans le cadre d'un scrutin proportionnel par liste départementale à un seul tour.

## Élus
| Député élu            |  | Parti     |
| --------------------- |  | --------- |
| Francis Hardy         |  | RPR       |
| Georges Chavanes      |  | UDF (CDS) |
| Jean-Michel Boucheron |  | PS        |
| Jérôme Lambert        |  | PS        |

Nommé ministre délégué au Commerce, à l'Artisanat et aux Services dans le gouvernement Chirac II, Georges Chavanes est remplacé par son suivant de liste, Pierre-Rémy Houssin (RPR).

## Listes en présence

### Lutte ouvrière
| N° | Candidats              | Parti | Parti | Principales fonctions  |
| -- | ---------------------- | ----- | ----- | ---------------------- |
| 01 | Michel Deboeuf         |       | LO    | Ouvrier métallurgiste  |
| 02 | Solange Texier         |       | LO    | Ouvrière métallurgiste |
| 03 | Philippe Pagès         |       | LO    | Technicien chimiste    |
| 04 | Marie-Thérèse Gérault  |       | LO    | Enseignante            |
|    |                        |       |       |                        |
| 05 | Michel Marie-Ernestine |       | LO    | Ouvrier métallurgiste  |
| 06 | Alain Brébinaud        |       | LO    | Ouvrier métallurgiste  |

### Mouvement pour un parti des travailleurs
| N° | Candidats       | Parti | Parti | Principales fonctions        |
| -- | --------------- | ----- | ----- | ---------------------------- |
| 01 | Patrick Loiseau |       | MPPT  | Prospecteur-placier à l'ANPE |
| 02 | Maryse Donnio   |       | MPPT  | Sans profession              |
| 03 | Bernard Lavaud  |       | MPPT  | Employé des PTT              |
| 04 | Danielle Viaud  |       | MPPT  | Ouvrière                     |
|    |                 |       |       |                              |
| 05 | Charles Mulé    |       | MPPT  | Surveillant d’externat       |
| 06 | Pascale Vérité  |       | MPPT  | Employée                     |

### Parti communiste français
| N° | Candidats        | Parti | Parti | Principales fonctions                                                                                              |
| -- | ---------------- | ----- | ----- | --- |
| 01 | André Soury      |       | PCF   | Député sortant, conseiller régional, conseiller général du Canton de Chabanais et maire de Pressignac, cultivateur |
| 02 | Michel Barral    |       | PCF   | Conseiller général du Canton de Saint-Claud, ajusteur                                                              |
| 03 | Alain Proux      |       | PCF   | Adjoint au maire d'Angoulême, secrétaire comptable                                                                 |
| 04 | Simone Fayaud    |       | PCF   | Infirmière à Cognac                                                                                                |
|    |                  |       |       | |
| 05 | Denise Laidet    |       | PCF   | Institutrice à Ruffec                                                                                              |
| 06 | Edmond Leberthon |       | PCF   | Chauffeur de car à Montmoreau                                                                                      |

### Parti socialiste
| N° | Candidats             | Parti | Parti | Principales fonctions                                 |
| -- | --------------------- | ----- | ----- | ----------------------------------------------------- |
| 01 | Jean-Michel Boucheron |       | PS    | Député sortant et maire d'Angoulême, enseignant       |
| 02 | Jérôme Lambert        |       | PS    | Conseiller municipal de Jarnac, attaché parlementaire |
| 03 | Jean-Claude Beauchaud |       | PS    | Maire de Gond-Pontouvre, professeur                   |
| 04 | Marcel Picaud         |       | PS    | Maire de Taizé-Aizie, professeur                      |
|    |                       |       |       |                                                       |
| 05 | Mauricette Gomeniouk  |       | PS    | Professeure au collège de Chalais                     |
| 06 | Pierre Ferrand        |       | PS    | Adjoint au maire de Segonzac, viticulteur             |

### Opposition (RPR-UDF)
| N° | Candidats            | Parti | Parti   | Principales fonctions |
| -- | -------------------- | ----- | ------- | --- |
| 01 | Francis Hardy        |       | RPR     | Conseiller régional, conseiller général du Canton de Cognac-Nord et maire de Cognac, retraité                                              |
| 02 | Georges Chavanes     |       | UDF-CDS | Président du conseil de surveillance de Leroy-Somer, ingénieur                                                                             |
| 03 | Pierre-Rémy Houssin  |       | RPR     | Conseiller régional, conseiller général du Canton de Baignes-Sainte-Radegonde et maire de Baignes-Sainte-Radegonde, directeur de pharmacie |
| 04 | Pierre Mourier       |       | UDF-PR  | Conseiller général du Canton de Mansle et maire de Fontclaireau, agriculteur                                                               |
|    |                      |       |         | |
| 05 | Marie-France Michaud |       | RPR     | Conseillère générale du Canton d'Hiersac et maire de Trois-Palis, fonctionnaire de l'Education Nationale                                   |
| 06 | Jean-Louis Festal    |       | UDF-PR  | Conseiller général du Canton de Confolens-Sud, vétérinaire                                                                                 |

### Front national
| N° | Candidats          | Parti | Parti | Principales fonctions                                        |
| -- | ------------------ | ----- | ----- | ------------------------------------------------------------ |
| 01 | Georges Sarraf     |       | FN    | Assureur à L'Isle-d'Espagnac                                 |
| 02 | Antoine Pierron    |       | FN    | Médecin                                                      |
| 03 | Marc Berthier      |       | FN    | Agriculteur                                                  |
| 04 | Stéphane Bulan     |       | FN    | Plasticien, conseiller municipal de Châteauneuf-sur-Charente |
|    |                    |       |       |                                                              |
| 05 | Claude David       |       | FN    | Cadre agro-alimentaire                                       |
| 06 | Jean-Xavier Dupuis |       | FN    | Agent de maitrise                                            |

### Sans étiquette (Initiative 86)
| N° | Candidats            | Parti | Parti | Principales fonctions                  |
| -- | -------------------- | ----- | ----- | -------------------------------------- |
| 01 | Jean-Claude Tabariès |       | I86   | Responsable administratif et comptable |
| 02 | Christian Vevaud     |       | I86   | Chef d'entreprise                      |
| 03 | Chantal Bredon       |       | I86   | Commerçante                            |
| 04 | Claude Pourteau      |       | I86   | Opticien                               |
|    |                      |       |       |                                        |
| 05 | Patrick Font         |       | I86   | Rédacteur économique                   |
| 06 | Maggy Haccoun        |       | I86   | Secrétaire médicale                    |

## Résultats

### Résultats à l'échelle du département
| Liste Parti politique | Liste Parti politique                                                                                                | Tête de liste         | Tour unique | Tour unique | Sièges |
| Liste Parti politique | Liste Parti politique                                                                                                | Tête de liste         | Voix        | %           | Sièges |
| --------------------- | --- | --------------------- | ----------- | ----------- | ------ |
|                       | Union de l'opposition RPR-UDF Rassemblement pour la République (UDF)                                                 | Francis Hardy         | 81 871      | 43,90       | 2      |
|                       | Pour une majorité de progrès avec le président de la République Parti socialiste                                     | Jean-Michel Boucheron | 64 842      | 34,77       | 2      |
|                       | Liste présentée par le Parti communiste français Parti communiste français                                           | André Soury           | 26 513      | 14,22       | 0      |
|                       | Liste de Rassemblement national présentée par le Front national Front national                                       | Georges Sarraf        | 8 736       | 4,68        | 0      |
|                       | Liste Lutte ouvrière Lutte ouvrière                                                                                  | Michel Deboeuf        | 3 096       | 1,66        | 0      |
|                       | Liste du Mouvement pour un parti des travailleurs Charente Extrême gauche (Mouvement pour un parti des travailleurs) | Patrick Loiseau       | 1 175       | 0,63        | 0      |
|                       | Initiative 86 - Entreprendre et réussir la France de l'an 2000 Sans étiquette                                        | M. Tabariès           | 272         | 0,15        | 0      |
|                       | |                       |             |             |        |
| Inscrits              | Inscrits | Inscrits              | 250 834     | 100,00      | 4      |
| Abstentions           | Abstentions | Abstentions           | 53 786      | 21,44       |        |
| Votants               | Votants | Votants               | 197 048     | 78,56       |        |
| Blancs et nuls        | Blancs et nuls | Blancs et nuls        | 10 543      | 5,35        |        |
| Exprimés              | Exprimés | Exprimés              | 186 505     | 94,65       |        |